# EY (entreprise)
Pour les articles homonymes, voir EY.
EY, aussi connu sous son ancien nom Ernst & Young et associés, est un cabinet d'audit financier et de conseil. Membre du Big Four, il est le troisième réseau mondial quant au chiffre d'affaires (après Deloitte et PwC) en 2020, et fournit des prestations d'audit financier, de conseil (systèmes d'information, ressources humaines, organisation, finance, stratégie…), de cabinets d'avocats (notamment sur les questions fiscales).

## Histoire
Harding & Pullein est fondée en 1849 à Londres, au Royaume-Uni. Il s'agit de la plus ancienne entreprise dont est issue Ernst & Young. Cette même année, l'Américain Frederick Whinney entre dans la profession et devient associé en 1859. Il renomme sa société Whinney, Smith & Whinney en 1894, avec l'aide de ses fils également dans la profession. En 1903, Ernst & Ernst est établi à Cleveland par Alwin et Theodore Ernst et en 1906 Arthur Young & Company est créée à Chicago. En 1965, Whinney, Smith & Whinney fusionne avec Brown, Fleming & Murray pour former la firme de comptabilité et de conseil Whinney Murray. Whinney, Smith & Whinney était une alliée proche d'Ernst & Ernst depuis les années 1940. En 1979 Whinney Murray, Ernst & Ernst, et Turquands Barton Mayhew se regroupent pour former Ernst & Whinney, créant ainsi le quatrième plus important cabinet d'audit mondial.
En 1989, le numéro quatre, Ernst & Whinney, fusionne avec le numéro cinq de l'époque, Arthur Young, pour créer Ernst & Young (EY). Ce rapprochement participe à la concentration du secteur de l'audit comptable, qui a vu passer en quelques années dix principaux acteurs à quatre appelés les Big Four. Le réseau a ensuite créé sa propre activité de conseil durant les années 1980 et 1990.
À la suite de l'annonce faite en septembre 1997 par Price Waterhouse de procéder à une fusion avec le cabinet Coopers & Lybrand en vue de former un géant mondial des services d'audit, Ernst & Young annonça en octobre de la même année son intention de faire de même avec KPMG. La fusion proposée fut finalement abandonnée en février 1998 à cause de l'opposition de certains clients, des questions de lois antitrust, des problèmes de coûts et d'une manière générale des difficultés à concilier deux entreprises aux cultures différentes.
La branche conseil a été vendue en mai 2000 au Français Capgemini pour 11 milliards de dollars (cash et actions) : la nouvelle entité, d'abord baptisée Cap Gemini Ernst & Young, a ensuite été renommée Capgemini. En 2002, à la suite du scandale du maquillage des comptes de l'entreprise texane Enron, Ernst & Young France a absorbé la branche française d'Arthur Andersen.
En 2008, Ernst & Young paye 10 millions de dollars pour mettre fin à des poursuites pénales des autorités américaines l'accusant d'avoir trompé des investisseurs par ses audits des comptes de Lehman Brothers, déclarée en faillite.
En 2013, Ernst & Young change sa dénomination pour ne garder que le sigle EY. Cette même année, le cabinet est sollicité par le Vatican pour offrir des prestations d'audit de certaines de ses institutions éclaboussées par des scandales de corruption.
En juillet 2014, EY annonce l'acquisition de Parthenon Group, une entreprise américaine de conseil d'environ 8 800 employés, pour un montant non dévoilé.
En avril 2016, EY France annonce la création d'EY Strategy, affirmant son positionnement comme cabinet de conseil en stratégie pluridisciplinaire, en parallèle de ses activités traditionnelles d'Audit, trois ans après l'acquisition du cabinet de conseil en stratégie Greenwich Consulting.
En 2020, EY annonce créer un partenariat avec la Hult Business School pour offrir à certains de ses employés un MBA de cette institution.
En 2021, à la suite de l'affaire Wirecard en Allemagne, EY annonce la création d'une nouvelle zone géographique, Europe West, regroupant France, Allemagne, Italie, Pays-Bas, Espagne et des pays africains. Cette réorganisation soulève des craintes en interne - notamment de Partners français - que les pertes économiques liées au scandale allemand soient partagées avec les autres pays, l'affaire ayant déjà fait perdre à EY plusieurs clients dont Deutsche Telekom et Commerzbank. Selon Atul Shah, professeur de finance à la City University, cette réorganisation reviendrait à « réarranger l'emplacement des transats sur le Titanic » ; EY cherchant selon lui à jouer la carte du too big to fail vis-à-vis des régulateurs.
Le 6 juillet 2022, la branche EY Consuting acquiert Fabernovel, spécialiste de la transformation numérique, avec pour ambition de devenir le leader de la convergence des transitions numériques et écologiques en Europe.
En mars 2023, la structure française d’EY acquiert le cabinet Adameo, spécialisé dans le domaine des chaînes d’approvisionnement et de la logistique avec pour ambition d’accompagner les entreprises dans l’adaptation de leur stratégie logistique. En septembre 2023, la structure française d'EY ouvre l'EY ImpACT Lab, un espace immersif dédié à la transition écologique.
EY nomme Janet Truncale au poste de PDG à partir du 1er juillet 2024, première femme à ce poste, en remplacement de Carmine Di Sibio.
EY annonce la nomination de Jean-Roch Varon en qualité de Président d'EY France à partir du 1er juillet 2024. Il succède à Eric Fourel, dont le mandat de 5 ans s’est achevé le 30 juin 2024.
Le 1er juillet 2025, EY lance EY Studio +, une nouvelle marque mondiale réunissant ses expertises en matière de transformation de l’expérience client, de design et d’intelligence artificielle. En France, EY Fabernovel — intégré à EY Consulting depuis 3 ans — devient au 1er juillet EY Fabernovel, part of EY Studio +.

### Localisations actuelles
Firme multinationale ayant grandi au fur et à mesure de ses fusions successives, EY est présent dans des dizaines de pays. Son organisation reconnait 3 grandes zones géographiques :
- Amériques ;
- EMEIA (Europe, Moyen-Orient, Inde et Afrique) ;
- Asie-Pacifique[24].

## Polémiques
Le cabinet est impliqué dans une longue liste de scandales comptables et financiers au cours de son histoire, et est également particulièrement controversé pour ses conditions de travail (longues heures de travail, environnement stressant, salaires horaires faibles et inférieurs à ceux de ses concurrents, haut turnover, harcèlement, pratiques discriminatoires, condamnations régulières aux Prud'hommes…).

## Activités

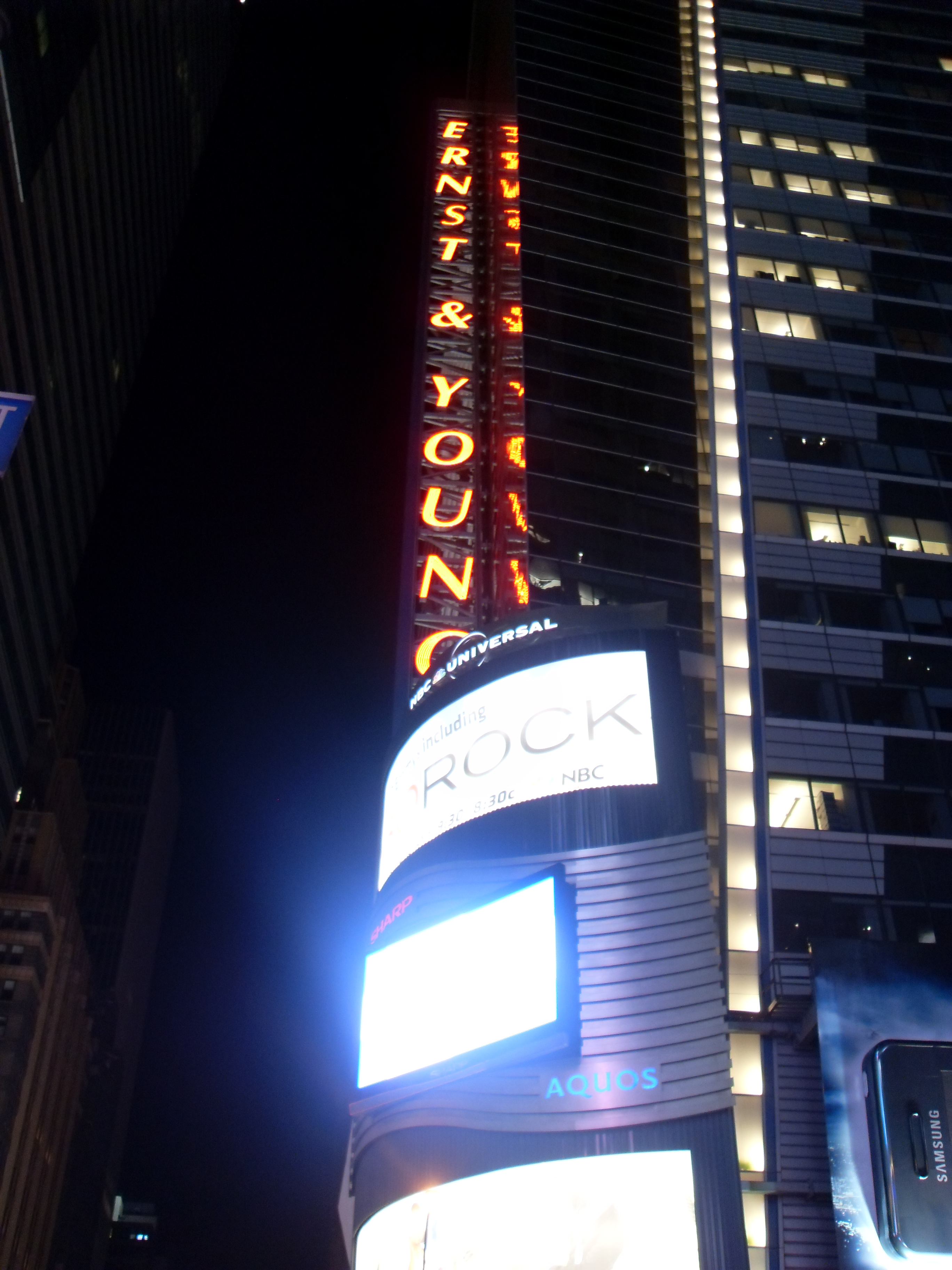
Panneau lumineux d'EY à New York.

EY compte dans le monde :
- 390 000 salariés dans le monde en 2023 [25] ;
- CA : 49,4 milliards de dollars en 2023[26] ;
- présent dans plus de 150 pays ;
- plus de 700 bureaux.

Il est présent dans les domaines suivants :
- audit : certification, maîtrise des risques, amélioration de la performance financière, accompagnement et externalisation (expertise-comptable) ;
- conseil : marketing & innovation, performance financière, performance opérationnelle, systèmes d'information ;
- droit et fiscalité : fiscalité des entreprises, droit des affaires, droit social, mobilité internationale ;
- transactions : Due diligences, évaluations, restructuring, fusions & acquisitions.

En 2019, EY affirme que 84 % des entreprises du Fortune Global 500 sont ses clientes.
EY est l'auditeur de nombreuses entreprises de premier plan, membres du classement Fortune 1000. Parmi elles, on peut noter AOL Time Warner, Wal-Mart, Amazon.com, 3M, Oracle, McDonalds, Google, Intel, Hewlett-Packard, Coca-Cola, et Verizon.[réf. nécessaire]
Comme les autres Big Four, EY est également actif dans le secteur du conseil fiscal. En France EY Société d'Avocats est une société d'avocats fiscalistes faisant partie du réseau global d'EY.
La Securities and Exchange Commission (SEC) et ses membres issus de la communauté des investisseurs financiers ont commencé à s'inquiéter des potentialités de conflits d'intérêts entre les travaux d'audit et de conseil. Ernst & Young a été le premier des Big Five de l'audit (avec Deloitte, PwC, KPMG et Arthur Andersen) à séparer formellement ses systèmes d'intégration et ses pratiques d'audit.
Son activité se répartit comme suit dans les pays francophones :
En France :
- 18 bureaux dont un à Monaco ;
- 6 709 salariés répartis entre les trois métiers de l'audit, du conseil, de la transaction et du droit avec pour ce dernier 500 avocats intervenant dans les domaines juridiques, fiscaux et sociaux ;
- CA : 1 259 millions d'euros en 2022

En Suisse :
- 2 425 salariés répartis sur 11 sites : Aarau, Berne, Bâle, Lausanne, Lugano, Lucerne, Genève, Vaduz, Zug, St-Gall et Zurich ;
- CA : 608 millions CHF en 2014/2015[29].

En Belgique :
- 1 335 salariés (au 30 juin 2011) répartis entre 12 bureaux : Bruxelles, Charleroi, Courtrai, Gand, Hasselt, Leper, Liège, Mons, Roeselare, Ronse, Saint-Nicolas, Tournai, Turnhout ;
- CA : 163,6 millions d'euros en 2005/2006.

Au Luxembourg :
- 1 100 salariés ;
- CA : environ 125 millions d'euros en 2011.

L'activité porte essentiellement sur l'audit de banques, d'assurances et de fonds et sur le conseil en fiscalité.
EY publie annuellement un rapport sur l'attractivité des pays européens, qui est parfois repris, notamment en France, par des politiques ou des grands médias. Ce baromètre ne manque pas d'attirer quelques critiques.
Le cabinet publie régulièrement des rapports et études, souvent repris dans la presse,, mais parfois également vertement critiqués : à titre d'exemple, Numerama tance en 2011 une étude « affligeante » d'EY sur la propriété intellectuelle.
Il est annoncé en mai 2022 que le haut management d'EY réfléchit à séparer son entité d'audit de ses autres activités, à la suite des nombreux scandales récents (notamment Wirecard et NMC Health). Si elle se concrétisait, cette séparation serait le plus grand changement structurel du secteur depuis la faillite d'Arthur Andersen,,.
Le 8 septembre 2022, EY annonce officiellement son projet de scission de ses activités d'audit et de conseil pour répondre au durcissement de la réglementation sur le marché des cabinets de conseils. Cette séparation donnera lieu à deux organisation distinctes et pluridisciplinaires d'ici fin 2023.

## Scandales
Ernst & Young est directement ou indirectement impliqué dans des dizaines de scandales comptables et financiers de grande ampleur, notamment Informix Corporation (en) (1996), Sybase (1997), Cendant (en) (1998), One.Tel (2001), AOL (2002), Enron California (2002), HealthSouth (en) (2003), Chiquita Brands International, ex-United Fruit Company (2004), Sino-Forest Corporation (2011) et Olympus Corporation (2011).
D'autres sont détaillés plus bas.
En 2020, le Wall Street Journal constate que « une série d'entreprises ayant implosé ont quelque chose en commun : Ernst & Young les a audité ». La recrudescence des scandales liés à EY en 2020 conduit une ONG anti-corruption à réclamer une interdiction de 3 ans d'EY de concourir à des marchés publics au Royaume-Uni (pays où se trouve le siège social de l'entreprise).
Selon une étude indépendante menée en 2017, EY est le plus opaque des Big 4, et selon une étude de 2020 relayée par The Times, EY a la plus faible qualité d'audit de tous les Big 4.

### Amendes pour activités liées à l'évasion fiscale (1999 - 2004)
En 2013, EY accepte de payer 123 millions de dollars aux autorités américaines pour éviter un procès portant sur ses services d'évasion fiscale proposés de 1999 à 2004 à plus de 200 clients richissimes pour un montant total de plus de 2 milliards de dollars.

### Peoplesoft, violation des règles d'indépendance de l'audit (2004)
Ernst & Young est condamné en 2004 par la justice américaine à ne pouvoir accepter de nouveau client durant 6 mois (une sanction particulièrement lourde pour un grand cabinet comptable), et 1,7 million de dollars d'amende, pour avoir violé les règles d'indépendance de l'audit des sociétés côtés vis-à-vis de son client Peoplesoft, une juge concluant que « la mauvaise conduite de Ernst & Young a été flagrante... Rien ne montre dans ce dossier qu'Ernst & Young a la volonté d'accepter les règles d'indépendance de l'audit applicables dans les relations professionnelles avec ce type de clients ».

### Condamnation d'un Associé à de la prison pour falsification de documents comptables (2005)
En 2005, un Partner américain écope d'une peine d'un an de prison pour avoir, en violation de la loi Sarbanes-Oxley, falsifié des documents comptables de manière à les rendre plus conformes à des résultats d'audit présentés par EY.

### Lehman Brothers (2008)

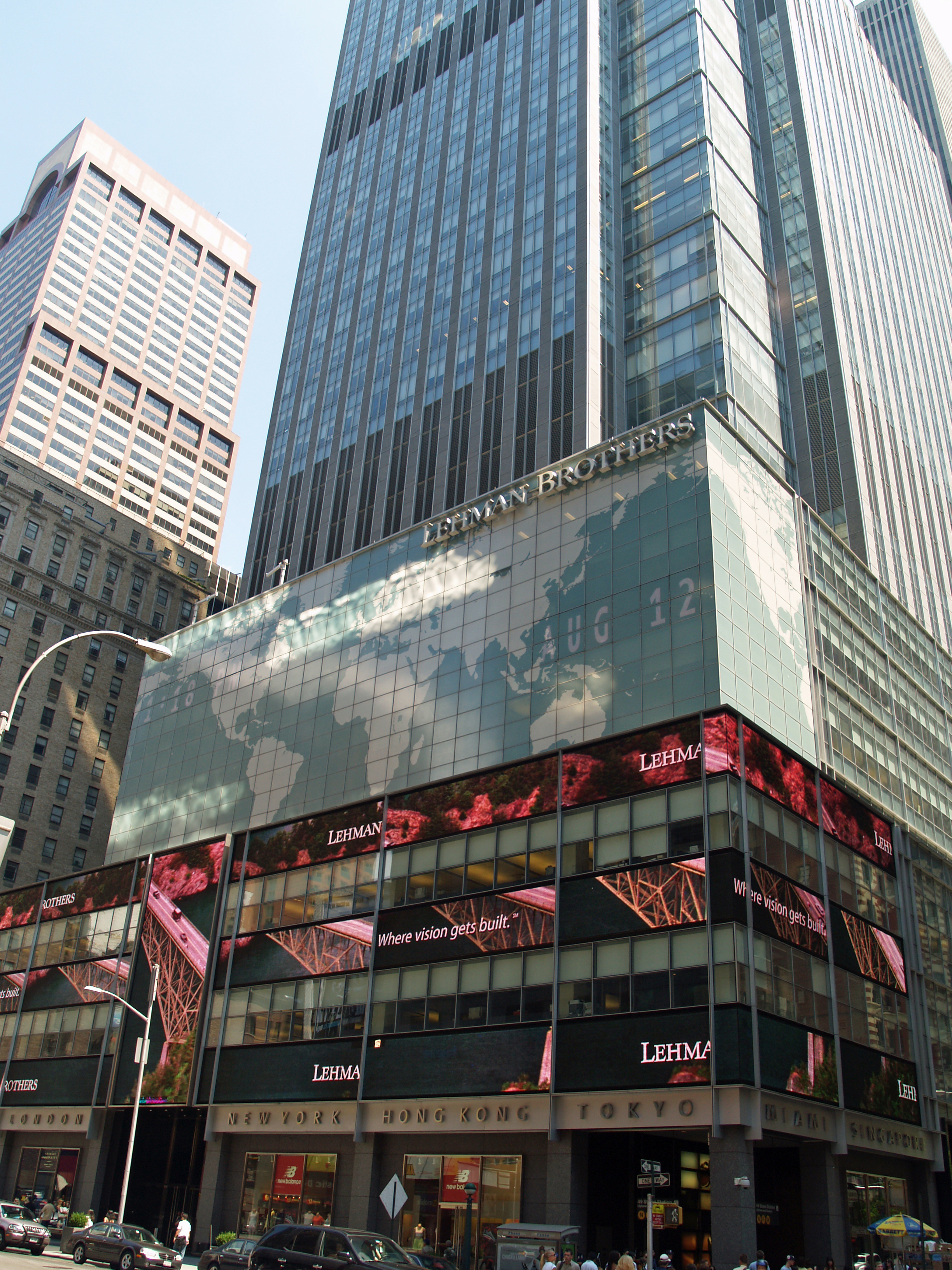
La faillite de Lehman Brothers en septembre 2008 est le point de départ de la crise financière de 2008.

Lehman Brothers, grande banque d'investissement américaine, fait faillite en 2008, entrainant dans son sillage une crise financière d'ampleur mondiale.
Début 2010, un rapport de la justice américaine révèle que depuis 2007 la banque masquait son endettement : le rapport met en cause les anciens dirigeants, qui ont utilisé de façon abusive une technique comptable, le Repo 105, qui a conduit à « présenter un bilan erroné ». EY, en tant qu'auditeur financier chargé de vérifier les documents comptables de Lehman, était au courant de l'usage du Repo 105 mais n'en a pour autant rien révélé.
Les prestations d'audit financier (c'est-à-dire certifier, de manière indépendante, que les comptes présentés par l'entreprise auditée sont sincères et non trafiqués) avaient pourtant rapporté 31 millions de dollars à EY. Alors que la presse économique pointe les similitudes avec le scandale Enron (où des comptes maquillés avaient causé la faillite de l'entreprise, et dans son sillage, de son auditeur financier, Andersen), elle se demande si EY survivra ou non de la faillite de Lehman Brothers,.
Finalement, EY ne fait pas faillite, mais pour réchapper à des poursuites judiciaires l'accusant d'avoir facilité et couvert une « fraude comptable massive », EY accepte de payer 10 millions de dollars aux autorités New-Yorkaises, et 99 millions de dollars à des investisseurs rassemblés dans une class action.
La crise de 2008 cause a minima la destruction de 7 millions d'emplois dans le monde.

### Audits en lien avec les affaires Madoff (2008)

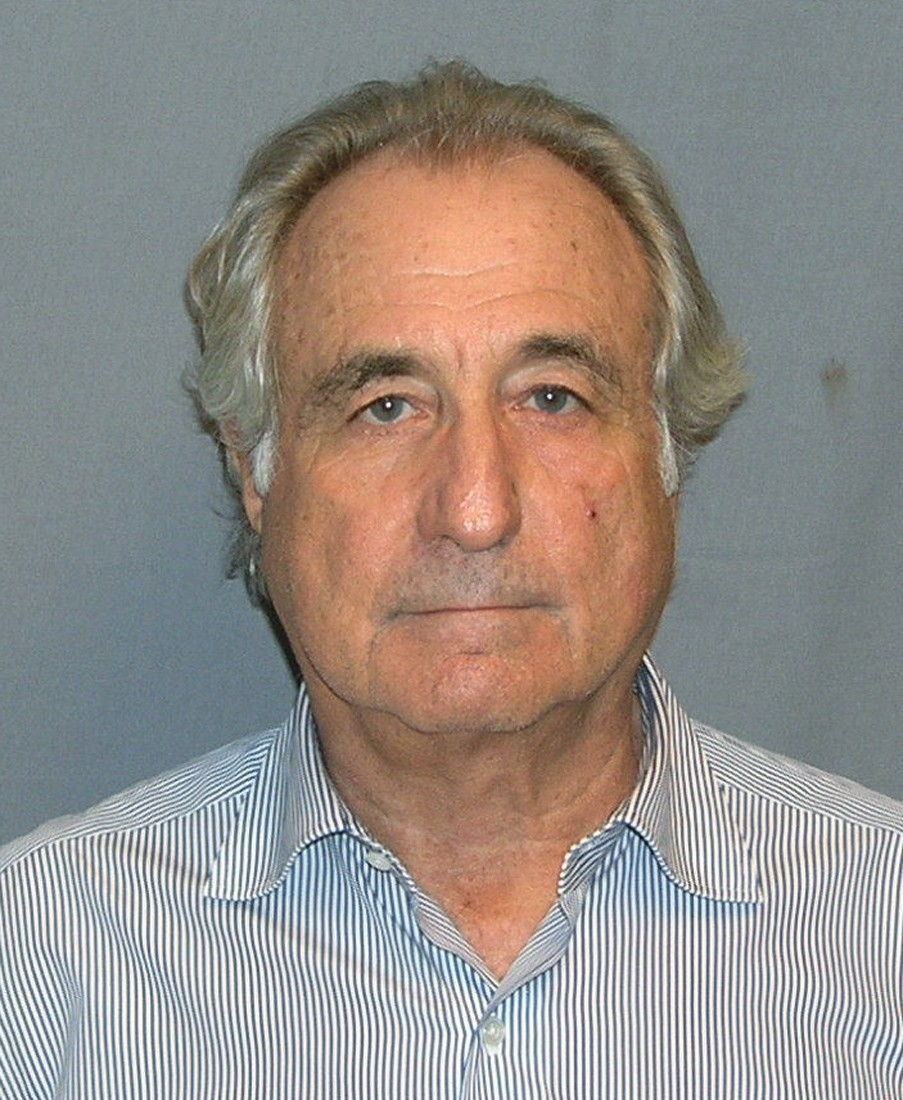
EY attire la controverse pour son rôle dans les affaires Madoff, étant jugée responsable de négligence dans ses audits financiers.

EY perd en 2015, via l'avis d'un jury populaire, un procès portant sur ses audits liés à des activités frauduleuses de Bernard Madoff, à la suite de l'effondrement de la pyramide de Ponzi de l'escroc américain en 2008,.
L'affaire a également rebondi au Luxembourg, via la faillite de la Sicav Luxalpha, liées aux activités frauduleuse de Madoff. Les liquidateurs Paul Laplume et Alain Rukavina accusent ainsi EY de « faute professionnelle grave ».

### Affaire PSV (2011)
En 2011, en Espagne, un juge condamne EY a indemniser un millier de personnes affectées par la faillite de PSV, un constructeur immobilier ; EY étant jugé coupable de négligence dans ses audits et de ne pas avoir dénoncé des irrégularités dans les états financiers de la société,.

### Le scandale Hellas Telecommunications (2015)
En 2015, l'office de régulation britannique, l'Institute of Chartered Accountants in England and Wales (en) (ICAEW), a réprimandé Ernst & Young pour son implication dans le scandale WIND Hellas concernant principalement TPG, Apax Partners et Nikesh Arora. EY a accepté de devenir administrateur de Hellas Telecommunications bien qu'ayant été son comptable durant les trois années précédentes. La société reçoit une amende de 250 000 £ (390 850 $) pour violations de l'éthique,,,.

### Accusations d'implication dans les pratiques d'évasions fiscales (2016)
En 2016, EY est accusé par The Independent d'être « de loin l'auditeur financier le plus impliqué » dans les pratiques fiscales controversées des GAFA.

### Paradise Papers(2017)
Les Paradise Papers révélés en novembre 2017 par le Consortium international des journalistes d'investigation indiquent la participation de Ernst & Young dans plusieurs montages financiers, dont celui du jet privé de la star britannique Lewis Hamilton.

### RapportLes Big Four : une étude de l’opacité(2017)
En 2017, un rapport établi par un chercheur pour un groupe du parlement européen pointe le manque de transparence des activités des Big 4, présents collectivement dans 186 « juridictions » et la forte concentration de leurs effectifs dans des paradis fiscaux,.
Or, le rapport dénonce également EY comme étant le plus opaque des Big Four, les chercheurs n'ayant pas réussi à rattacher 17 % de ses effectifs globaux à une juridiction nationale ou étatique,. À titre d'exemple, si 579 employés de Deloitte, PwC et KPMG ont été recensés aux îles Caïmans, aucune donnée n'a été retrouvée pour EY.

### Wirecard (2020)
En juin 2020, Ernst & Young, qui est l'unique commissaire aux comptes de Wirecard depuis 2011, se retrouve impliqué dans le scandale des comptes falsifiés de son client. Faisant suite à un audit indépendant mené par KPMG sur Wirecard qui avait conclu à l'absence de certains documents qui conduisaient l'auditeur à ne pas pouvoir donner un avis définitif concernant l'exactitude des comptes, Ernst & Young a lui aussi refusé d'approuver les comptes de Wirecard fin juin 2020. Il peut toutefois être reproché à Ernst & Young de ne pas avoir examiné sur le fond 3 articles publiés par le Financial Times à partir de janvier 2019, qui avertissaient au sujet d'une fraude probable liée à des fonds fictifs localisés aux Philippines. Bien au contraire, au lieu de contrôler les informations publiées par le Financial Times, les journalistes et certains de leurs collègues avaient été mis en examen par l'Autorité allemande de supervision financière BaFin pour manipulation illicite de cours de bourse.
À la suite de plusieurs scandales, dont Wirecard et Stagecoach, EY a annoncé en septembre 2021 investir 2 milliards de dollars dans les trois prochaines années pour « améliorer la qualité de son audit ».
En 2023, le cabinet comptable fait face à une demande de dommages et intérêts à la suite de son approbation des comptes annuels de Wirecard. Les investisseurs institutionnels et privés réclament à Ernst and Young une indemnisation de plus de 700 millions d'euros.

### Kaloti Jewellery International (2020)
En 2020, EY a été condamné payer 10,8 millions de dollars de compensation à un ancien Associé qui avait lancé l'alerte sur un client soupçonné de blanchiment d'argent et de contrebande d'or à Dubaï. La décision a révélé que le cabinet comptable avait enfreint ses obligations professionnelles en manipulant un audit réalisé en 2013 sur Kaloti Jewellery à Dubaï. EY a depuis retiré son appel contre le jugement,.

### NMC Health (2020)
En 2020, les administrateurs de NMC Health, une entreprise anciennement cotée à la Bourse de Londres avant son effondrement en 2019 indiquent préparer une action en justice pour un total de plus de 1 milliard de livres sterling. EY est accusé d'avoir « activement dissimulé » une fraude de 6 ans. EY auditait NMC Health depuis 2012 (et a empoché près de 14 millions £ à ce titre), la qualité des audit fourni par le cabinet à NMC Health faisait l'objet d'interrogations car le conseil d'administration de l'entreprise comptait des anciens Associés d'EY.

### Accord pour10 millionsde dollars avec la SEC (2021)
En août 2021, EY accepte de payer plus de 10 000 000 $ à la Securities and Exchange Commission (SEC) américaine pour mettre fin à des poursuites pour violation des règles d'indépendance de l'audit en vue de gagner un contrat auprès d'une entreprise américaine, Sealed Air,,. Sealed Air a mis fin à ses activités avec EY à la suite de l'enquête de la SEC.

### Stagecoach (2021)
EY est condamné en août 2021 à 2,2 millions de livres sterling d'amende par les autorités britanniques pour « graves déficiences » dans son audit de Stagecoach,. Un Associé d'EY est également personnellement condamné à payer 70 000 £ dans le cadre de cette affaire,.

### Leonteq (2022)
En 2022, le Financial Times critique sévèrement EY, dont la succursale suisse a conclu dans un rapport d'enquête commandé par Leonteq qu'il n'existait aucune preuve « qui justifierait l'accusation de blanchiment d'argent ou d'évasion fiscale ». Selon la Neue Zürcher Zeitung, bien que EY ait noté des problèmes de contrôle interne, les faits réels n’ont été clarifiés que superficiellement,.

## Conditions de travail
Bien qu'EY mette en avant sa labellisation « Great Place to Work » (un label controversé car payant, pour laquelle les déclarations de l'entreprise elle-même comptent pour un tiers de la note, et donc accusé d'être une simple manœuvre marketing pour se donner une bonne image,), EY est régulièrement condamné aux Prud'hommes : en 2012 pour licenciement sans cause réelle et sérieuse, en 2016 pour harcèlement moral, ou encore en 2017 pour travail dissimulé, harcèlement moral et résiliation judiciaire.

### Volume horaire élevé
EY est fréquemment remis en cause pour ses conditions de travail dans divers pays :
- En Espagne, El Pais rapporte le mail de doléance d'un employé d'EY auprès de ses Associés, se plaignant de travailler 84 heures par semaine et que ce rythme ne serait « pas soutenable »[93]. L'employé était rémunéré 24 000 euros bruts par an[94].
- Aux États-Unis, le Harvard Business Review publie en 2007 un article sur la quête d'un Partner, qui travaillait de 12h à 14h par jour, afin de tenter d'obtenir d'un meilleur équilibre de vie (sommeil, famille, alimentation, exercice...)[95].
- En France, la presse se fait en 2020 l'écho d'un « vent de révolte » chez EY France, une intersyndicale CGT-CFTC-UNSA s'étant créée pour « défendre les droits sociaux des salariés et un meilleur partage de la valeur ajoutée », dénoncer que certains employés travaillent jusqu'à 70 heures par semaine[96], et exprimer « le mécontentement des collaborateurs face aux refus de considération de la direction »[97].
- En 2021, la médiatisation d'un mail d'un manager EY à Hong Kong à ses équipes créé la polémique : le manager attend de ses équipes qu'elles travaillent de 9h30 du matin à 11h30 du soir, ainsi qu'un jour du weekend au bureau, et une autre demi-journée supplémentaire du weekend à travailler de chez soi, appelant à leur « sens de la responsabilité et à la discipline »[98],[99].
- En 2015 en Israël, des employés d'EY créent un syndicat (une première parmi les Big 4 de ce pays), se plaignant de longues heures et de salaires faibles des salariés[100] au seul bénéfice de la haute rémunération des Partners[101].
- En 2017 en Suisse, un cadre supérieur d'EY assure que dans son entreprise « nous pouvons travailler jusqu'à 16 heures par jour, et entre 60 et 70 heures par semaine[102]. » Il se prononce pour la fin de la limite supérieure de la durée de travail à 45 heures hebdomadaires, estimant qu'« on ne peut pas prétendre que travailler 70 heures par semaine est forcément mauvais pour la santé[102] ».

### Salaires les plus faibles des Big 4
En France, EY présente les salaires moyens les plus faibles des Big 4 pour les profils 3-5 ans, et plus de 10 ans d'expérience. À Londres, une étude montre également que les salaires des auditeurs d'EY sont les plus faibles des Big 4. Un étude de 2021 aux États-Unis donne des résultats similaires. Selon une étude Emolument, si les consultants juniors ont tous les mêmes salaires dans les Big 4, les consultants seniors d'EY au Royaume-Uni sont les plus mal payés, non seulement parmi les Big 4, mais aussi par rapport à d'autres cabinets tels qu'Accenture ou Capco ; de plus, 0 % des employés d'EY sondés étaient satisfaits de leur bonus.
En Australie, durant la crise du Covid-19, les salaires des employés plongent jusqu'à 20 % pour maintenir les revenus des Partners, alors qu'en France, France Culture rapporte que « les démissions se multiplient, alors que les embauches stagnent, ce qui met encore davantage de pression sur les salariés, mais augmente les profits de l'entreprise », sans que ces nouveaux profits aient bénéficié aux salariés ; au contraire, en 2020, EY a considérablement augmenté les bonus d'une petite dizaine d'Associés, en toute opacité, les dividendes passant de 8 à 24 millions d'euros.
Les salaires, faibles au regard des nombreuses heures de travail, sont un sujet de plainte récurrent dans les cabinets d'audit et de conseil.

### Turnover important, attractivité en baisse
En 2018, le taux de turnover global déclaré par EY est de 21,01 % (soit plus d'1 salarié sur 5 qui quitte l'entreprise chaque année), soit supérieur à la moyenne des grands cabinets comptables CPA qui s'établit à 17 % selon une étude de 2020. Selon Qualtrics, un taux de turnover supérieur à 15 % est élevé et correspond à une « mauvaise atmosphère de travail » ; la question du haut turnover au sein des Big 4, et de ses effets négatifs, est ancienne.
Si EY est toujours mentionné, comme les autres Big 4, dans les classements Universum, EY est depuis 2017 moins attractif vis-à-vis des étudiants d'écoles de commerce dans plusieurs grandes économies développées et en émergence :
| Pays            | 2017 | 2018 | 2019 | 2020 | 2021 | Tendance entre le classement 2017 et le dernier classement disponible |
| --------------- | ---- | ---- | ---- | ---- | ---- | --------------------------------------------------------------------- |
| États-Unis      | 8    | 7    | 10   | 17   | N.A. | Baisse (- 9 places)                                                   |
| France          | 10   | 12   | 9    | 8    | 14   | Baisse (- 4 places)                                                   |
| Canada          | 2    | 2    | 9    | 14   | N.A. | Baisse (- 12 places)                                                  |
| Allemagne       | 14   | 13   | 17   | 21   | 23   | Baisse (- 9 places)                                                   |
| Royaume-Uni     | 6    | 9    | 11   | 11   | 15   | Baisse (- 9 places)                                                   |
| Italie          | 41   | 45   | 51   | 53   | 46   | Baisse (- 5 places)                                                   |
| Chine           | 4    | 6    | 5    | 15   | 39   | Baisse (- 35 places)                                                  |
| Brésil          | 31   | 30   | 36   | 41   | N.A. | Baisse (- 10 places)                                                  |
| Turquie         | 51   | 47   | 78   | 71   | N.A. | Baisse (- 20 places)                                                  |
| Arabie saoudite | 18   | 11   | 32   | 37   | N.A. | Baisse (- 19 places)                                                  |
| Russie          | 12   | 12   | 20   | 28   | N.A. | Baisse (- 16 places)                                                  |

Selon un article Les Echos publié en 2020, alors que Mazars juge « illusoire » de combattre le départ de ses salariés, et qu'EY, au contraire, « fait tout son possible » pour les garder, les deux cabinets font pourtant face à un taux de turnover similaire.
Le Figaro rapporte qu'en 2020, pour faire face à des difficultés de recrutement, le cabinet pratique des opérations « portes ouvertes » aux étudiants à la Tour First.

### Accusations ou condamnations pour discrimination, harcèlement, sexisme
Il est rapporté en 2020 par des lanceurs d'alertes qu'EY a « une culture du bullying et de la discrimination ».
En 2019, déjà, un groupe bi-partisan de 67 élus du Sénat de New York adressent une lettre au PDG monde d'EY pour dénoncer « la perpétuation d'une culture de harcèlement et de discrimination au travail ».
En 1994, EY est condamné par la justice américaine pour avoir licencié un Partner sur la simple raison de son âge (46 ans), le New York Times notant que cette décision de la justice contre les pratiques d'Ernst & Young pourrait aller dans le sens de la lutte contre les discriminations liées à l'âge dans le monde du travail.
En 2020, EY UK publie un rapport dans lequel le cabinet reconnait une différence de salaire (pay gap) moyenne de 32,4 % entre les hommes et les femmes, et de 36,7 % entre les employés issus de minorités ethniques et ceux qui ne le sont pas.
EY est de plus régulièrement accusé de prendre des mesures de représailles contre les victimes de discrimination, par exemple en 2021, un article de The Australian Financial Review accuse EY de menacer de licenciement les personnes rapportant des faits de harcèlement. Au Royaume-Uni, des accusations de discriminations sont portés par des employés issus de minorités ethniques ou transgenres ; le Financial Times rapporte en 2019 que les lanceurs d'alertes estiment que la culture d'entreprise d'EY a tendance à protéger les mauvais agissements de certains Partners.
Comme d'autres entreprises de conseil, EY a été mis en cause sur la page Balance ton cabinet, basée sur un principe de name and shame, où une ancienne employée mentionne un « environnement toxique » et l'une de « ses pires expériences dans le conseil ».
Si EY affirme défendre l'égalité hommes-femmes, le cabinet est mis en cause dans plusieurs accusations de traitements inéquitables, notamment sexistes, de par le monde :
- Karen Ward, ancienne Associée aux États-Unis, dénonce en 2019 des faits de harcèlement sexuel dont elle s'estimait victime, et s'est retrouvée face à des représailles d'EY[128], jusqu'à son licenciement du cabinet[129]. Par ailleurs, le plus grand nombre d'hommes Partners s'expliquerait selon elle par un « environnement hostile où les femmes sont rabaissées, dévalorisées et isolées »[129].
- En 2015, une autre Associée américaine avait également dénoncé des faits de harcèlement sexuel, après avoir appris qu'elle n'en était pas la première victime au sein du cabinet[130]. L'affaire s'était alors réglée par un accord à l'amiable, mais confidentiel[131].
- En 2015, une employée australienne ayant remontée des actes de harcèlement sexuel d'un de ses supérieurs se voit infliger un cours en ligne sur les « comportements inappropriés » par les RH, cette réaction cause de la colère parmi les employés d'EY Australie[132].
- En France en 2019, EY Advisory est épinglé pour non-respect de l'Index de l’égalité professionnelle, avec une note parmi les plus faibles des grandes entreprises françaises[133].
- En 2019 en Espagne, un juge condamne EY pour avoir privé de bonus et d'augmentation de salaire annuelle une employée en raison de son congé maternité[134],[135].

### Autres accusations de non-respect de la législation
En 2021, un article révèle que EY et Associés en France a - durant plusieurs années - « omis » de compter la rémunération des Partners dans les dotations annuelles de son Comité Social et Economique, ne modifiant ses pratiques que sous la menace d'une procédure judiciaire.

## Communication

### Identité visuelle (logotype)

Logo de Ernst & Young de 1990 à 2012.
Logo de EY de 2013 à 2019.
Logo depuis 2019.

### Mécénat
EY a un partenariat avec l'Opéra de Paris au travers d’un mécénat financier et de compétences. EY a aussi un partenariat avec Le Louvre, le Centre de Musique Baroque de Versailles, l'Académie musicale Philippe Jaroussky et l'Opéra national de Bordeaux.

### Lobbying
Pour l'année 2020, EY France déclare à la Haute Autorité pour la transparence de la vie publique exercer des activités de lobbying en France pour un montant compris entre 25 000 et 50 000 euros.
EY est inscrite depuis 2012 au registre de transparence des représentants d'intérêts auprès de la Commission européenne. Le groupe déclare en 2019 pour cette activité des dépenses annuelles d'un montant compris entre 400 000 et 500 000 euros.
Les dépenses de lobbying d'EY aux États-Unis s'élèvent pour l'année 2019 à 3 130 000 dollars.

### Prix de l'Entrepreneur de l'Année
Depuis 1992, EY accompagne les entrepreneurs dans la réalisation et le développement de leurs projets au travers d'un concours annuel. Après une compétition régionale, les lauréats de chaque région se retrouvent à Paris pour disputer les prix nationaux et tenter de représenter la France lors de l'événement global, EY Entrepreneur Of The Year™.